# Asters (Eurybia)
Asters (Eurybia) er en nydannet slægt, som rummer 23 arter, der er udskilt fra slægten Aster. Det er stauder med en opret eller opstigende vækst. Arterne danner jordstængler, der kan være enten krybende eller tykke og pælerodsagtige, men som næsten altid er træagtige. Stænglerne er i reglen ugrenede, og de bærer spredte, tilspidsede blade med hel eller savtakket rand. Blomsterkurvene er samlet i endestillede stande. Frugterne er nødder med en kort, stiv fnok. Her omtales kun de arter, som bliver dyrket i Danmark.
| Beskrevne arter |

- Eurybia divaricata
- Storbladet asters (Eurybia macrophylla)
- Sibirisk asters (Eurybia sibirica)

| Andre arter |

- Eurybia avita,
- Eurybia chlorolepis,
- Eurybia compacta,
- Eurybia conspicua,
- Eurybia eryngiifolia,
- Eurybia furcata,
- Eurybia hemispherica,
- Eurybia herveyi,
- Eurybia integrifolia,
- Eurybia jonesiae,
- Eurybia merita,
- Eurybia mirabilis,
- Eurybia paludosa,
- Eurybia radula,
- Eurybia radulina,
- Eurybia saxicastellii,
- Eurybia schreberi,
- Eurybia spectabilis,
- Eurybia spinulosa,
- Eurybia surculosa

## Note
1. ↑  The Plant List, version 1.1. (2013) Arkiveret 23. maj 2019 hos  Wayback Machine (engelsk)